# Laura Malmivaara

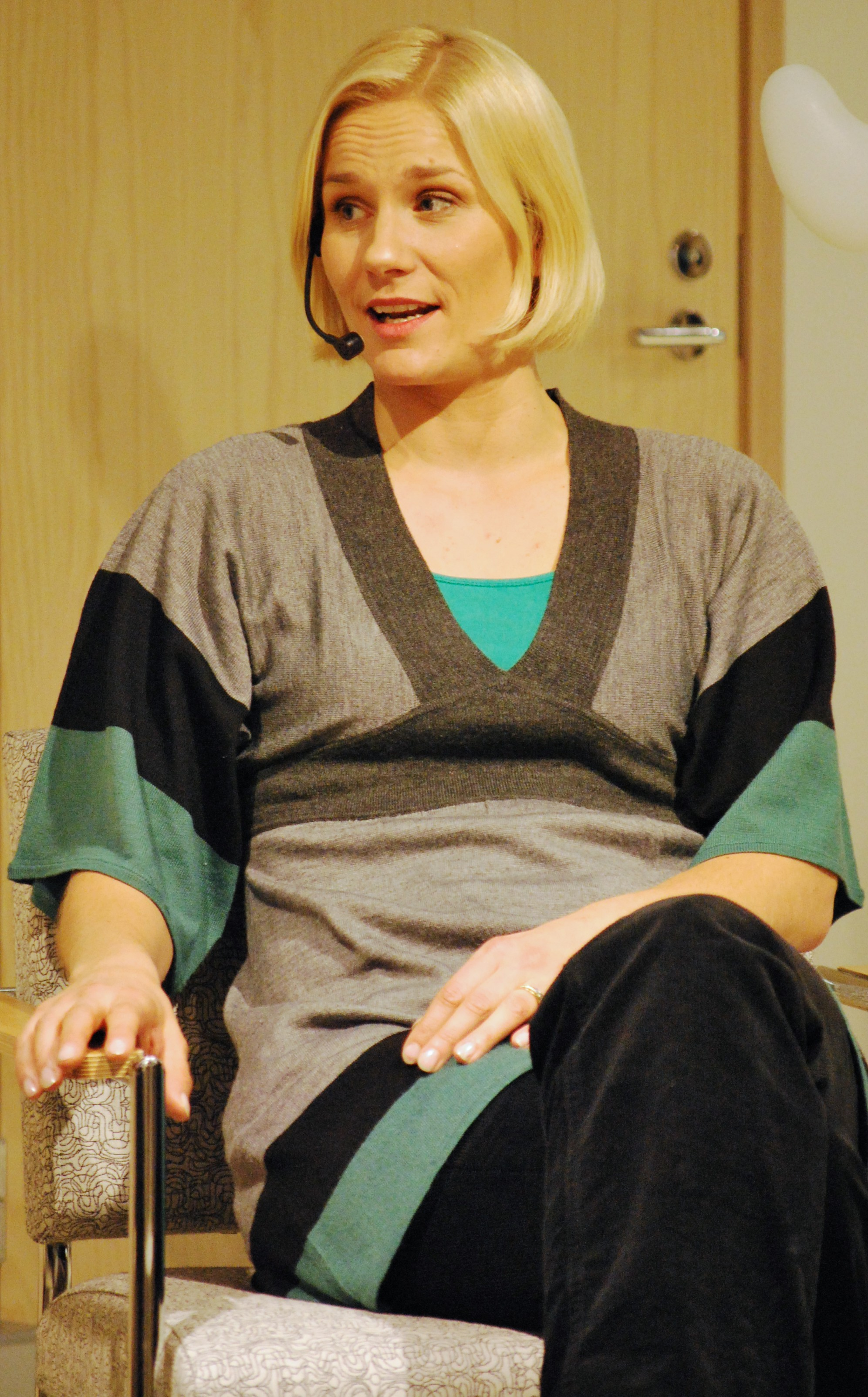
Laura Malmivaara (2008)

Laura Pauliina Malmivaara (* 26. Oktober 1973 in Kajaani, Finnland) ist eine finnische Schauspielerin.

## Leben
Laura Malmivaara ist die ältere Schwester des Eishockeyspielers Olli Malmivaara. Ihre Cousine ist die Schauspielerin und Sängerin Malla Malmivaara. Nach ihrem Abitur 1992 begann Malmivaara 1993 ein Theologiestudium an der Universität Helsinki, das sie zu Gunsten einer Fotografieausbildung abbrach. Von 1998 bis 2002 folgte schließlich eine Schauspielausbildung an der Theaterakademie Helsinki.
Nachdem sie bereits im Jahr 2000 in dem von Aku Louhimies inszenierten Liebesdrama Levottomat auf der Leinwand debütierte, hatte sie mit der Darstellung der Laura in dem ebenfalls von Louhimies inszenierten Kuutamolla im Jahr 2002 ihre erste Hauptrolle in einem Film. Ihren größten Kritikererfolg feierte sie für das Spiel der Carita in der von Joona Tena inszenierten Komödie FC Venus – Fußball ist Frauensache. Dafür erhielt sie 2006 eine Nominierung als Beste Nebendarstellerin für den nationalen Filmpreis Jussi. Außerdem war sie in zwei italienischen Filmproduktionen zu sehen. In den jeweils von der finnisch-italienischen Autorenfilmerin Anne Riitta Ciccone inszenierten Dramen L'amore di Màrja und Il prossimo tuo spielte sie 2002 und 2008 jeweils eine der Hauptrollen.
Mit Myytävänä elämä veröffentlichte Malmivaara 2005 ihr bisher erstes und einziges Musikalbum.
Malmivaara war von 2003 bis 2012 mit dem Regisseur Aku Louhimies verheiratet. Das Paar hat zwei gemeinsame Kinder.

## Filmografie (Auswahl)
- 2000: Levottomat
- 2002: Kuutamolla
- 2002: L'amore di Màrja
- 2005: Baba's Cars (Babas bilar)
- 2005: Eisiges Land (Paha maa)
- 2005: FC Venus – Fußball ist Frauensache (FC Venus)
- 2008: Il prossimo tuo
- 2008: Kleine Hände, große Pfoten (Myrsky)
- 2016: Bordertown (Sorjonen)
- 2022: Made in Finland